# Safari Club International
O Safari Club International (SCI) é uma organização norte-americana composta por caçadores que se dedica a proteger a liberdade da atividade de caça. O SCI tem mais de 50.000 membros individuais e 180 representações locais. Os membros do SCI concordam em cumprir o código de ética da organização, que inclui fazer uma contribuição positiva para a vida selvagem e os ecossistemas, cumprir as leis de caça e auxiliar os oficiais de caça e pesca, apesar de haver controvérsias a respeito da efetiva aplicação desses princípios.

## História
No início da década de 1970, havia vários clubes de safári em todo o país compostos por caçadores locais não afiliados. Um desses foi o "Safari Club de Los Angeles", formado em abril de 1971 por quarenta e sete indivíduos. No início de 1972, um representante de um clube semelhante em Chicago compareceu a uma das reuniões mensais, e nessa reunião foi decidido que o clube de Los Angeles deveria tentar se combinar com o de Chicago para torná-lo uma associação afiliada. O fundador do Safari Club de Los Angeles, C.J. McElroy, foi à Chicago e a associação filiada foi criada.
Onze meses após a formação do Safari Club de Los Angeles, em 9 de março de 1972, o nome foi mudado oficialmente para Safari Club International. O SCI continuou a buscar outros clubes de safári independentes nos Estados Unidos em um esforço para combiná-los em uma única organização geral. Hoje em dia, o SCI possui cerca de 50.000 membros e 200 associações filiadas, representando os 50 Estados e mais 106 países.

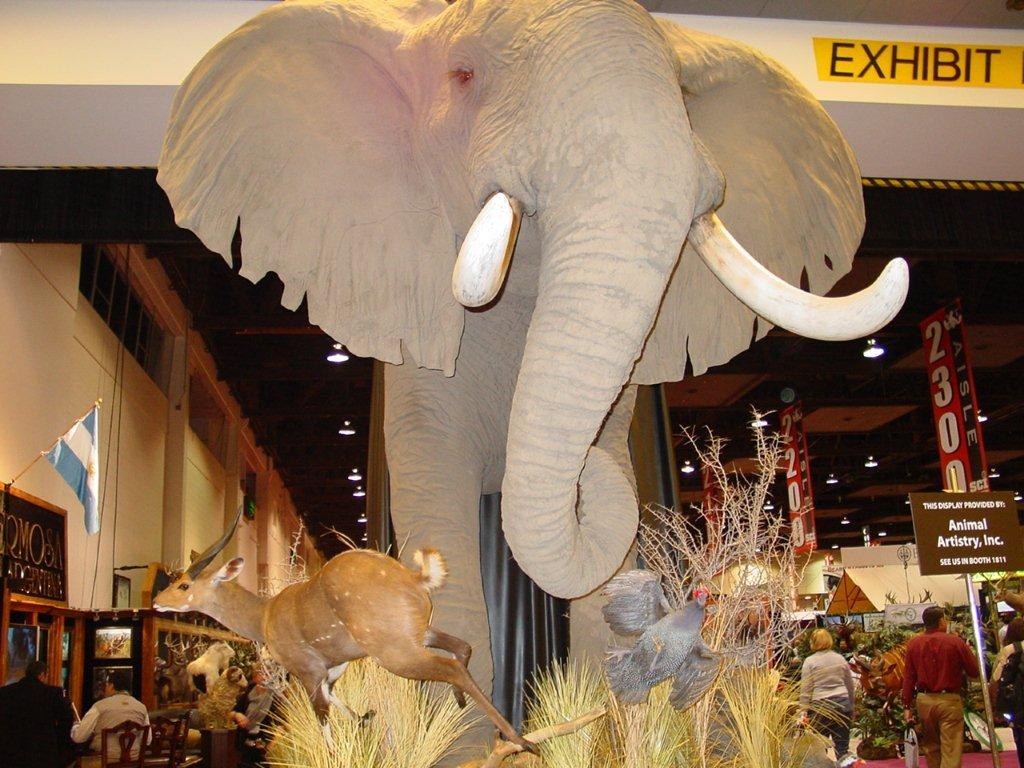
Exemplares de taxidermia expostos na convenção anual do SCI de 2011.

## Recursos
Para o ano fiscal encerrado em junho de 2006, o SCI relatou US$ 2,87 milhões em receitas de publicações próprias; US$ 3,17 milhões em quotas de sócios; US$ 205.967 em juros sobre poupança e investimentos temporários; US$ 75.771 de vendas de ativos que não estejam em inventário; US$ 6,86 milhões de eventos especiais, como a convenção anual; US$ 156.014 de vendas de inventário; e US$ 6.089 de receita diversa.
Em 2007, a legislatura de Nova York destinou US$ 50.000 de fundos públicos para o SCI.